# Аура
Аура је у езотеричним, окултним учењима и парапсихологији, извесна, само неким људима уочљива флуидна светлост која окружује људску фигуру. Аура је нешто попут „енергетског омотача” која не само што обавија и штити људску душу већ јој омогућава и комуникацију са универзумом живих и неживих ствари. У психијатрији, релативно кратки и интензивни субјективни доживљаји који претходе и наговештавају епилептичке нападе. У овим краткотрајним екстатичким стањима могу се јавити визуелне, аудитивне или олфакторне халуцинације.